# John Prausnitz
John M. Prausnitz (Berlim, 1928) é um engenheiro alemão naturalizado estadunidense.